# 瑞州 (南宋)
瑞州，中国南宋时设置的州。
宝庆元年（1225年），避理宗赵昀讳，改筠州置，治所在高安县（今江西省高安市）。下辖高安县、新昌县、上高县，属江南西路。元朝至元十四年（1277年），升为瑞州路。